# Професионална футболна лига на Русия
Професионалната футболна лига на Русия е футболна организация, която до 2010 администрира Руска Първа Дивизия, Руска Втора Дивизия, купата на Русия и купата на ПФЛ. Неин президент е Андрей Соколов. До 2001 е администрирала Руска Висша Дивизия. През 2002 шампионатът вече се казва Премиер-лига и има отделна асоциация. През декември 2010 професионалната футболна лига е разформирована, тъй като регистрацията и в руския футболен съюз се оказва незаконна. На нейно място е създадена нова организация, наречена Футболна национална лига.
През февруари 2013 г. ПФЛ е възстановена и поема организацията на Руска Втора Дивизия.